# Jamal Crawford

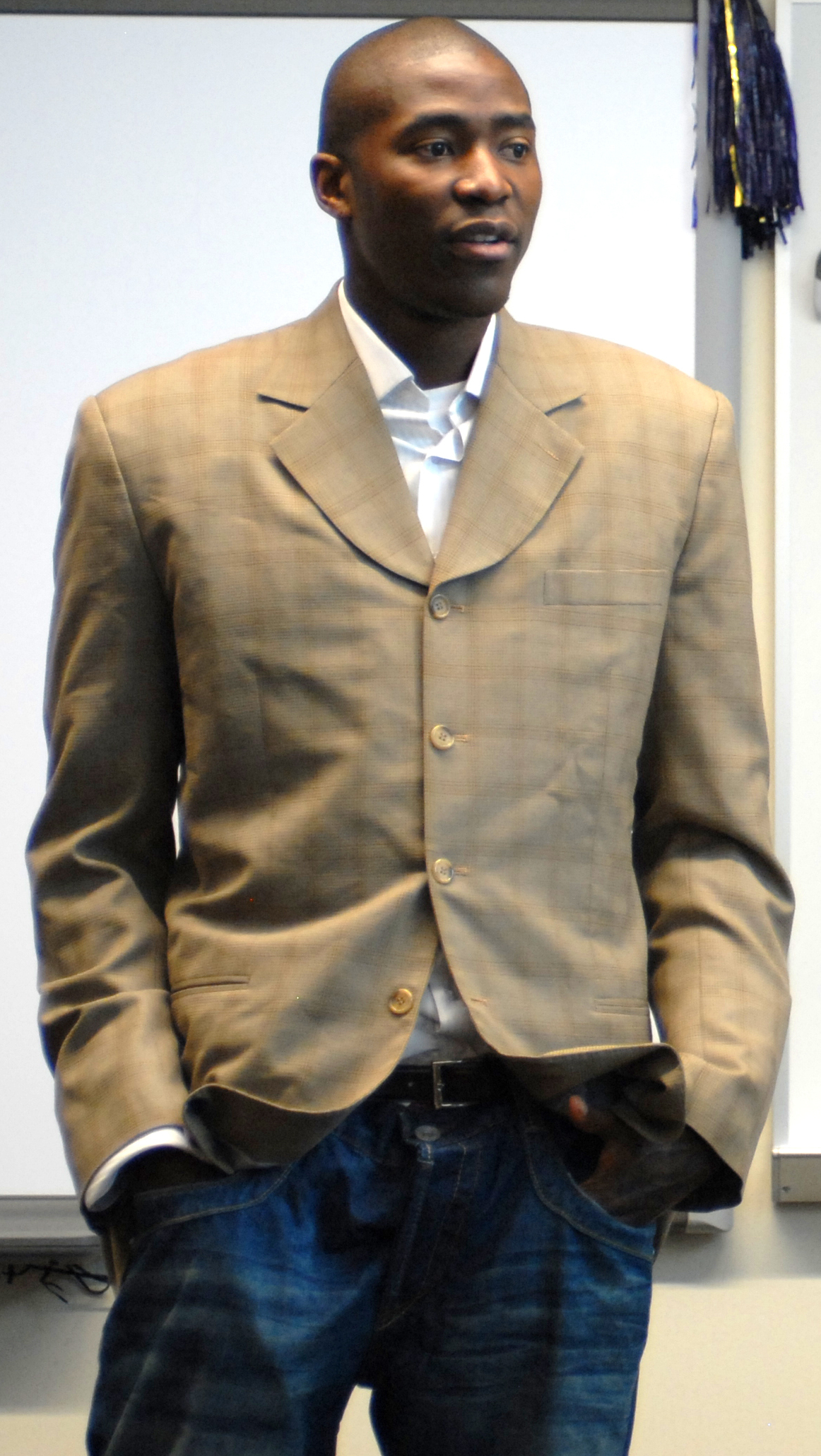
Jamal Crawford, 2011.

Aaron Jamal Crawford, född 20 mars 1980 i Seattle i Washington, är en amerikansk professionell basketspelare (shooting guard). Han har blivit utsedd till NBA:s Sixth Man of the Year tre gånger (2010, 2014 och 2016) och Teammate of the Year säsongen 2017/2018.

## Klubbar
- Chicago Bulls (2000–2004)
- New York Knicks (2004–2008)
- Golden State Warriors (2008–2009)
- Atlanta Hawks (2009–2011)
- Portland Trail Blazers (2011–2012)
- Los Angeles Clippers (2012–2017)
- Minnesota Timberwolves (2017–2018)
- Phoenix Suns (2018–2019)